# Гаоцин
Гаоци́н (кит. упр. 高青, пиньинь Gāoqīng) — уезд городского округа Цзыбо провинции Шаньдун (КНР). Название уезда образовано из первых иероглифов названий двух ранее существовавших здесь уездов.

## История
Со времён империи Хань и вплоть до нашествия чжурчжэней на этих землях существовали уезды Цзоупин (邹平县) и Гаоюань (高苑县). В 1233 году был создан уезд Цинпин (青平县), в 1235 году переименованный в Цинчэн (青城县). При империи Мин в 1369 году территория уезда Цинчэн была разделена между  уездами Цзоупин и Цидун (齐东县), но в 1381 году уезд Цинчэн был создан вновь.
В 1948 году уезды Гаоюань и Цинчэн были объединены в уезд Гаоцин. В 1950 году уезд вошёл в состав Специального района Хуэйминь (惠民专区), а в 1955 году был присоединён к уезду Цидун. В 1958 году уезд Цидун был расформирован, а его территория разделена между уездами Цзоупин и Босин.
В октябре 1961 года уезд Гаоцин был воссоздан. В 1990 году уезд Гаоцин был передан из состава Округа Хуэйминь в состав городского округа Цзыбо.

## Административное деление
Уезд делится на 2 уличных комитета и 7 посёлков.